# Pseudopanax
Pseudopanax es un pequeño género de 12-20 especies de plantas perennes, la mayoría endémicas de Nueva Zelanda, aunque también se desarrollan en  Tasmania (Australia) y algunas especies en Sudamérica han sido a veces incluidas en este género. Pseudopanax son pequeños árboles con diferencias entre su etapa juvenil y su forma de adulto, como Pseudopanax crassifolius y Pseudopanax ferox. Muchas especies son populares en los jardines de Nueva Zelanda. 
Hay dos especies endémicas del sur de Chile y Argentina, P. laetevirens un pequeño árbol, y P. valdiviensis, una parra leñosa de la Selva Valdiviana. Sin embargo algunas autoridades las incluyen en Raukaua.

## Taxonomía
El género fue descrito por Karl Heinrich Emil Koch y publicado en Wochenschrift für Gärtnerei und Pflanzenkunde 2: 366. 1859. La especie tipo es: Pseudopanax crassifolius

## Especies
- Pseudopanax arboreus
- Pseudopanax chathamicus
- Pseudopanax crassifolius
- Pseudopanax davidii
- Pseudopanax discolor
- Pseudopanax ferox
- Pseudopanax gilliesii
- Pseudopanax laetevirens
- Pseudopanax laetus
- Pseudopanax lessonii
- Pseudopanax linearis
- Pseudopanax valdiviensis